# 次年子
次年子（じねんご）は、山形県北村山郡大石田町の大字。

## 地理
村山市と大石田町の境にある大高根山の北麓に位置し、中央を次年子川が北東へ流れている。川を挟み田畑がひらけており、両岸の段丘上・山腹に民家が散財している。次年子は7つの小字で構成されており、次年子川上流から荒小屋、新屋敷、台、台小屋、外楯、大里林、枝郷小平集落と続く。なお、小平は1972年（昭和47年）に集団移転している。標高は180～280メートルとかなりの標高差があり、同集落内でも大里林と荒屋敷では冬季の降雪量に大きな差がある。根雪期間は例年12月から4月までの5ヶ月で、平均積雪量はおよそ3m～3.5mと県内でも有数の豪雪地帯。奥羽本線の大石田駅から車で約20分。
村の台という地名にある中央の小高い山には、台屋城という楯跡があり、他に楯とつく地名が外楯、楯越と残っている。楯というのが全て城跡とは限らないものの、台の下には楯主の家来の住む意味の「台小屋」という地名も残っており、南方には荒小屋部落があることから楯主が住んでいたとされている。

### 小平部落
小平部落は、1972年（昭和47年）に廃村となった次年子地内に位置した部落。口伝によると、康平年間（1058年～1064年）に横山村字里にあった楯が落城し、横山の姓を持つ兄弟が逃げ延びて開いたのが地内にあった小平部落とされている。また、横山の里部落の古老によると、日野備中守という楯主が延沢能登守に滅ぼされて、横山の一族が小平に逃れたともされている。いずれにせよ数百年の歴史があった部落で、江戸時代には次年子村の枝村として取り扱われていた。

## 歴史

### 縄文時代

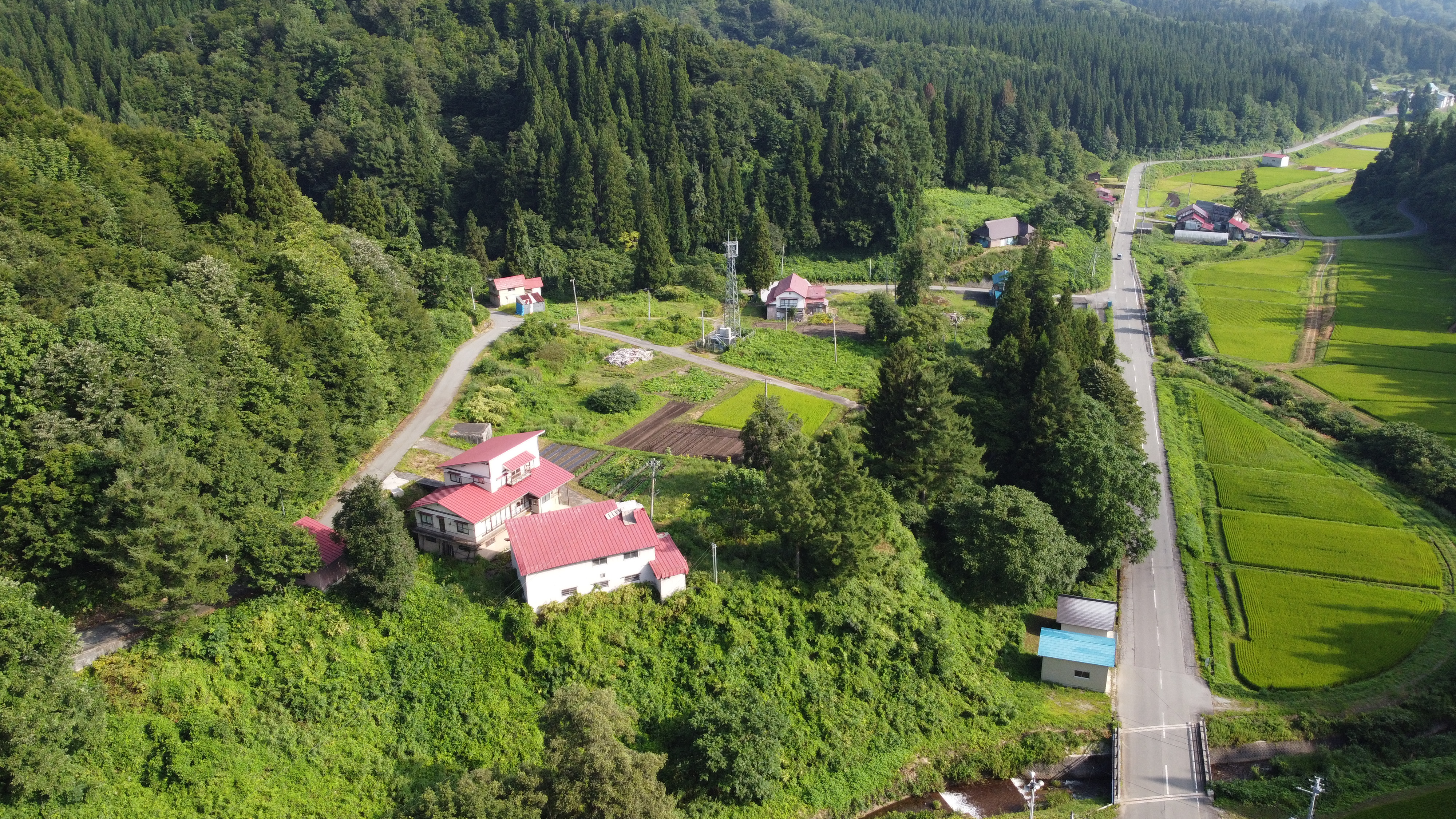
次年子楯跡

地内で大畑山遺跡や次年子楯跡の縄文時代の遺跡が確認されている。大畑山の標高350mの東麓にある小高原から縄文早期～前期の土器6種類と5つの形式をもつ住居跡が確認されている。同地点には絶え間なく湧く泉が3ヶ所あり、かつて沼地だったと推測される場所が西側にあることから、水を求めて動物が集まっていたと思われ、そこを先住民が生活の拠点にしていたとされる。また、次年子川段丘上の六兵衛煙草畑・荒屋敷・大平の3箇所で縄文時代中期の遺物が確認されている。上記のことから、次年子の先住民は縄文早期～前期まで大畑山に住み狩猟生活をしていたが、次第に次年子川段丘上に下り、畑作や稲作をしながら狩猟をする定住生活をしたと推測されている。

#### 開村
次年子には開村にまつわる口伝がいくつか残っている。最も古いものは平安時代の807年（大同2年）のものとされている。次年子地内には「金蔵山」「金干す場」など“金”と名の付く地名や山が残っており、奈良の大仏建設のため金属採取されていることから、「大同2年」の年号が付けられ二年子（じねんご）という地名になったという説がある。他には秋田県笹子村（じねご）から来た姫が箕を伝授したという伝承から、2番目の笹子村という意味合いから次年子という口伝もある。その後、江戸時代に数字の「二」と紛らわしいということで、幕府により「次」の文字に変えられたと云われている。江戸時代の文書によると「次」「二」「治」の3種類の文字が使われていて、検地帳や割符状などの公文書では「次」、そのほかの借用書などは前述した3つの漢字を用いていた。また、享保年間（1716年～1736年）の庚申塔には「二」の文字が用いられている。

### 中世

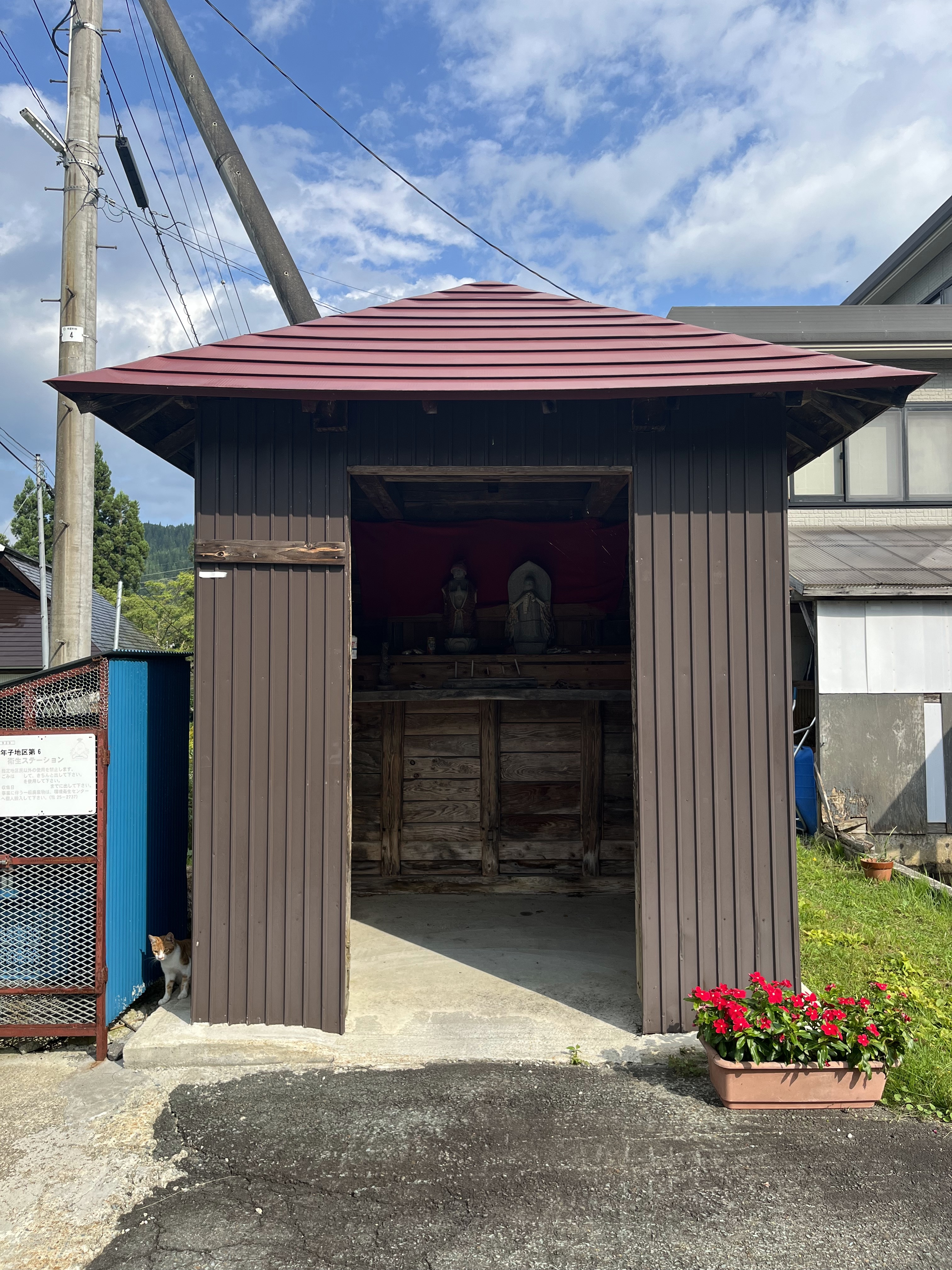

大石田町では、中世から近世初頭にかけての城跡が7ヶ所確認されている。そのうちの一つに次年子字台の次年子館がある。次年子館は台屋城とも称され、形態は三角形で二重の空濠や縦濠が確認されている。構築したのは森弥蔵家の祖先であると伝えられているが真偽は不明。

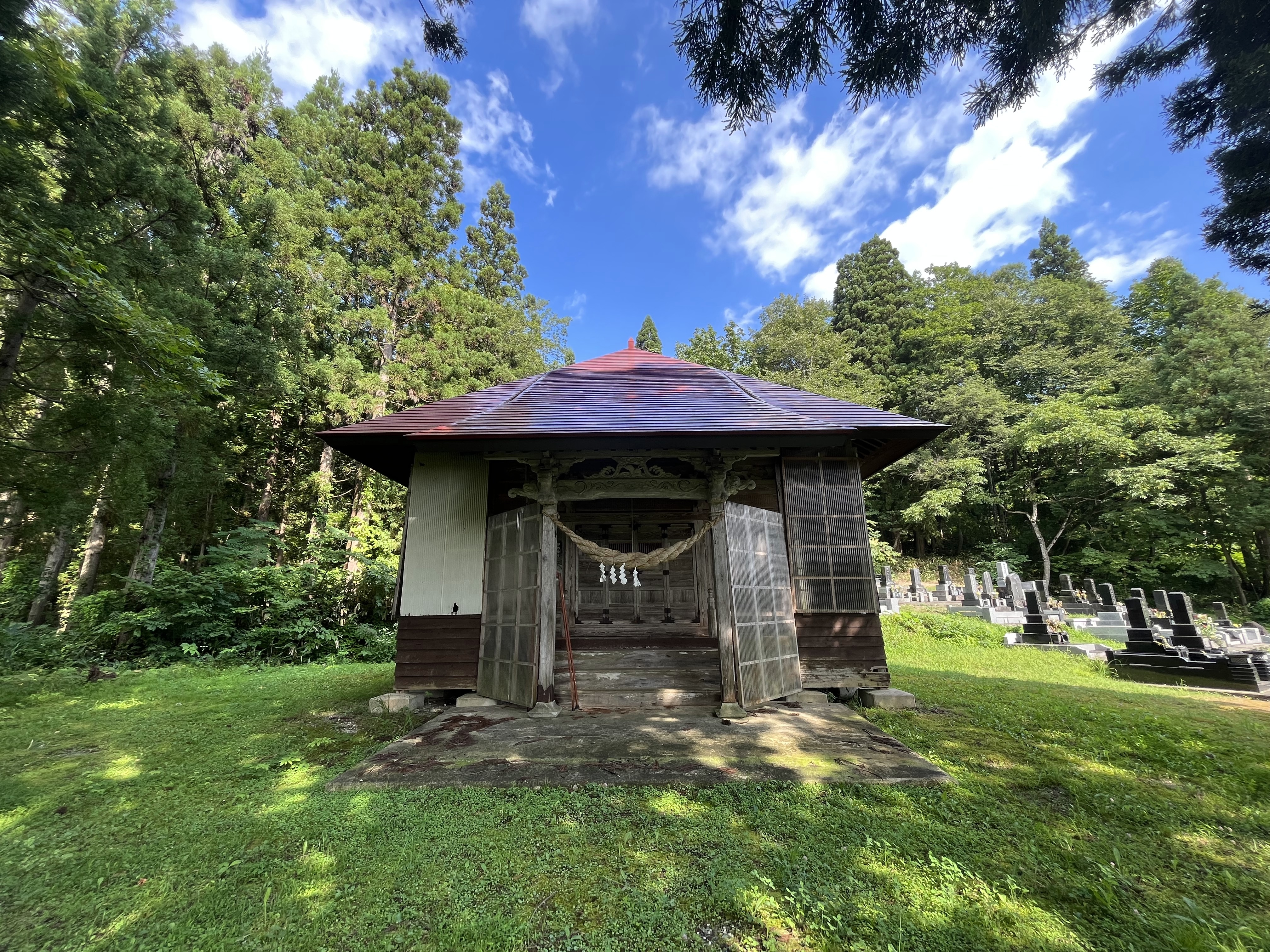
白山神社

室町時代の頃、肘折（最上）に向かう旅人の姫が次年子に長く滞在したとの口伝があり、来村したとされているのは康正年間（1455年～1457年）という。姫は大里村の名主十兵衛に長く世話になり、その間に村民に箕を伝授し経済的に潤したり、田畑の構築に携わるなど村の発展に貢献したとされている。そのため、毎年命日の3月9日（現在は4月9日）に村祭りを催しており姫伝説の面影が今も村に残っている。明治以前までは地内の圓重寺の南の沢のあたりに小さく祀られていたものの、村が経済的に豊かになったため傍に祀られていた薬師様と合祀。それが現在の大里神社となっている。尚、それまでは川の東にあった白山神社が村社であった。

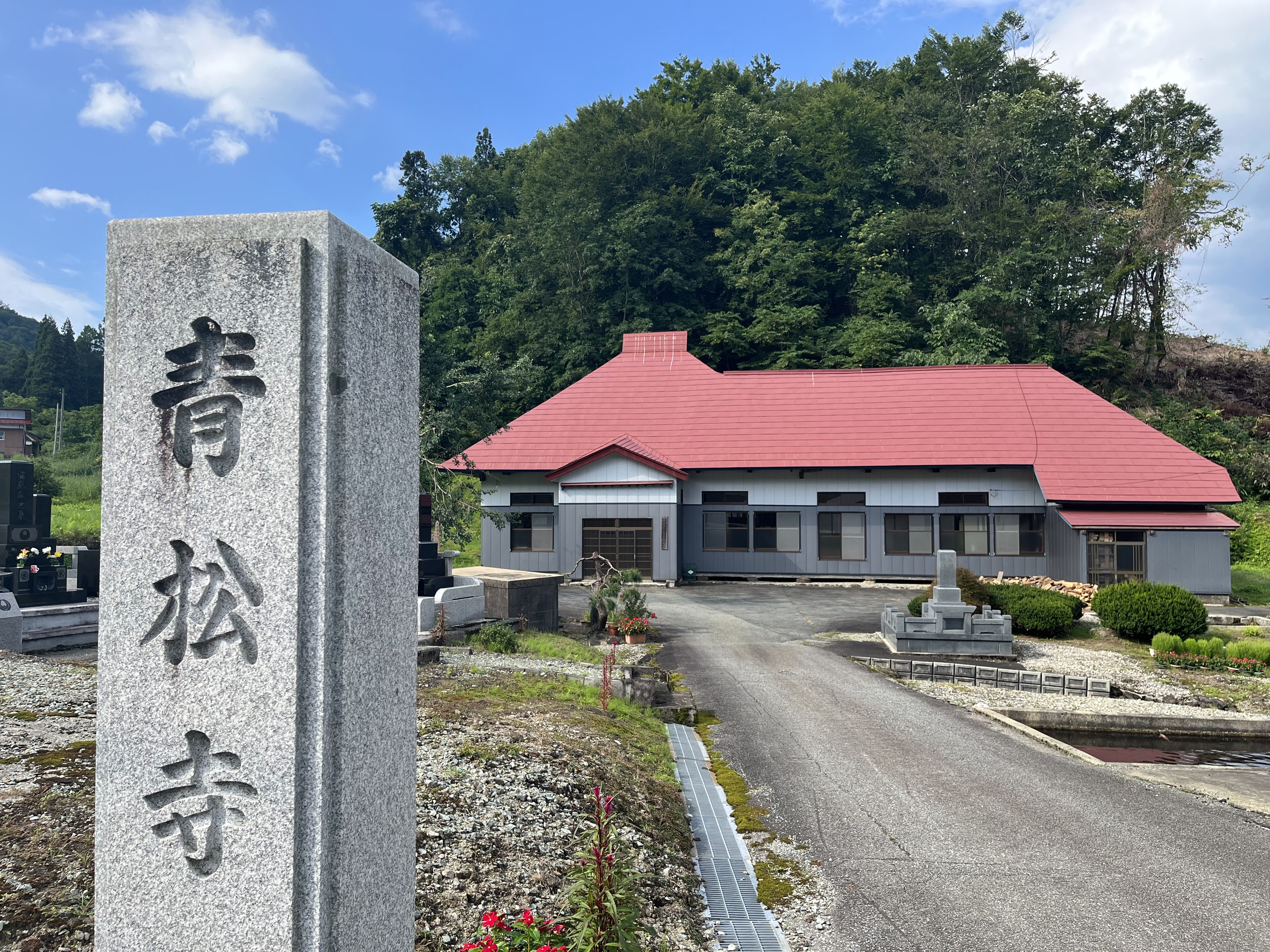

大石田町横山の向川寺を開山した禅師大徹は、永和年間（1375年～1379年）に日山良旭を伴って東北各地を布教。途中、次年子街道に沿った黒滝山に留まり禅寺を開創したとされている。その向川寺15世の安室存芸は次年子の洞寿山青松寺を開山している。

### 近世

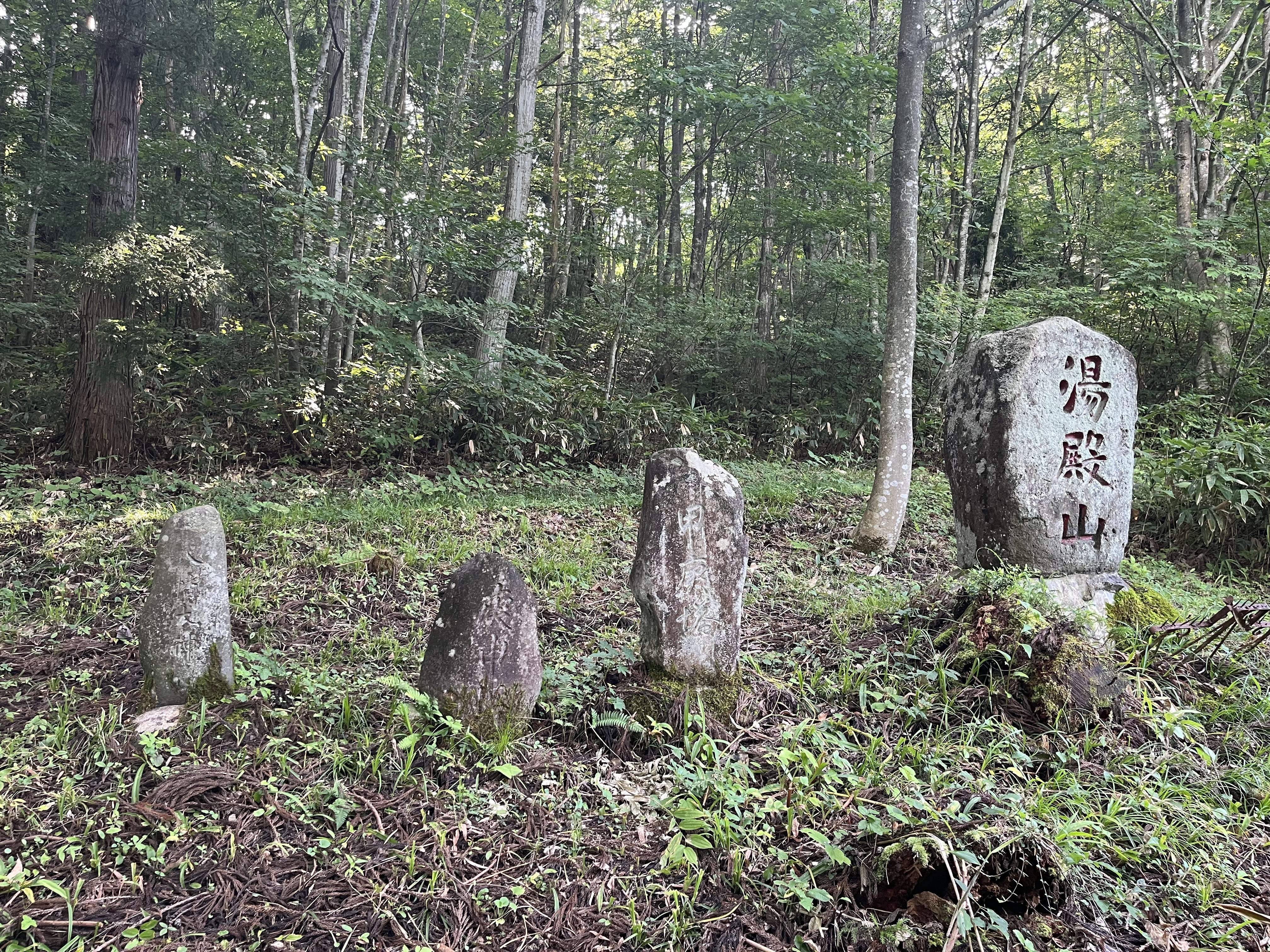
地内の石造物

#### 天保の凶作と大貫代官
1831～1845年（天保2年～弘化2年）に大貫次右衛門が尾花沢代官を務めていた。大貫代官は1833年（天保4年）に東北地方を襲った冷害による凶作の際、庄内・山形・越後や九州米を借り集めて1833年（天保4年）11月から翌年まで郡中へ米を貸し付けた。この凶作で一人の餓死者をださなかった大貫代官を神とし感謝する行事として次年子では「堂もり」という慣習が始まったとされている。しかし、仙台郷土研究会出版の「桃源院過去帳」によると、村を捨てて他国へ落ちていき仙台に流れ着いた者のうち、餓死や病死をした者が山形県からは275名いたと記録されており、次年子からも1名記録されている。また天保の凶作の3年前にあたる1830年（文政13年）の戸数が114戸に対し、1845年（弘化2年）84戸と激しく減少。人口にして約160人が減った。この期間は天保の凶作を挟むことから、凶作の影響を受けて減ったとされている。他にも大貫代官が次年子に宛てた年貢割付状によると、例年8～90石米を納めていた中、米の生産が皆無に近い天保4年の大凶作時にも21石の年貢の命令を出している。更に飢饉の年より翌年の方が苦しいとされているにもかかわらず、天保5年には例年の水準の80石の年貢を課していた。以上のことから、一部では大貫代官を神とし崇めることに対し疑問を抱かれている。
1834年（天保5年）に民家5件が火災に見舞われ、火元は当時の村の名主であった六三郎だった。そのため通常村火事が起こった際は名主が代官所に届書を出す決まりであったが、組頭の一蔵が代わりに届書を提出した。尚、御年貢割符状・皆済目録・検地帳・などの御用書物類は残らず持ち出したため、一切焼失することはなかったと記録されている。
1622年（元和8年）、次年子の領主であった最上家の改易により、大名が鳥居忠政となる。翌年同氏により領内の総検地、通称元和検地が行われる。約15年後の1636年（寛永13年）山形に保科氏が入ってくると、山形大名領だった次年子は尾花沢領に組み入れられ幕府領地に編入された。その後、約230年に渡り尾花沢領の支配下に置かれた。
次年子では、近世の人の人骨が出土している。東北地方での近世の人骨の出土例は多くなく、東北地方の人々の形質は、日本人の起源を知る上でも、アイヌの起源を知る上でも大変貴重な情報となるものとされている。次年子で出土した人骨の特徴として挙げられるのが、身長が高く筋肉が発達している点。寛骨の形態や四肢骨、頭蓋の大きさから40歳代の成人男性と推測されている。

### 近代

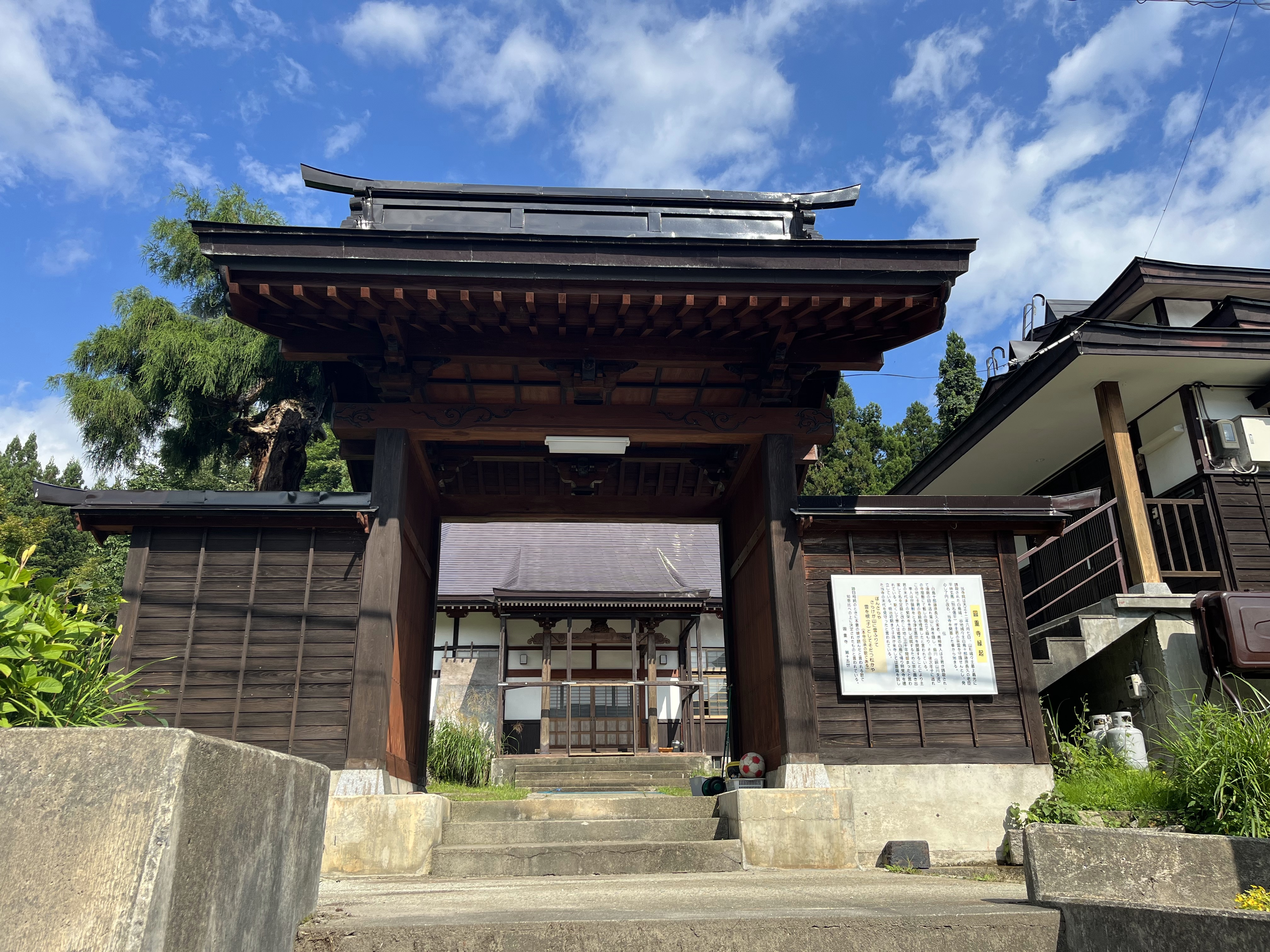
円重寺

円重寺12代住職大徳和尚が「過去帳」の余白等に年々の村の様子を記録していたため、当時の様子が窺える。それによると、1887年（明治20年）とその翌年に政府による地押調査があったため、次年子の村民は大変困難なことになっていたという。地押とは、明治政府による田畑や山林などの面積調査のことで、役人が来村し一筆ごとに徹底して計測が行われる。江戸時代までは検地帳を踏習して税が納められていたが、明治政府の地押調査では隠田・地添・切開きなども土地台帳に記録されるため税の負担が増した。
近代の戦争について、次年子村には出征者を後世に残すために建立された記念碑が次年子川橋周辺に位置している。それによると、日清戦争では4名、日露戦争では22名が次年子から出征していると分かる。尚、そのうち弥吉・六蔵の2名が戦死している。また第一次世界大戦時には8名が出征した。

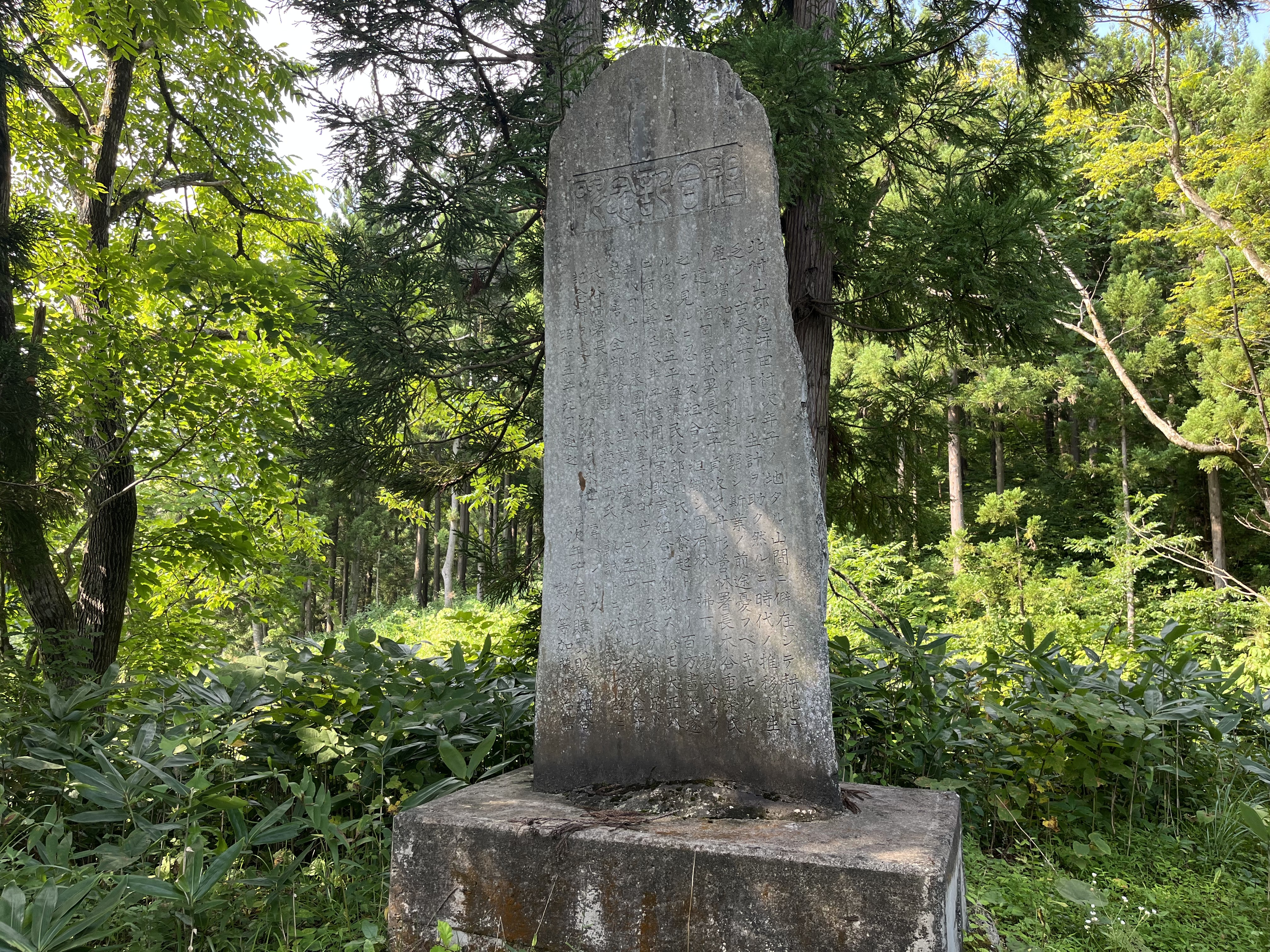
組合記念碑

1919年（大正8年）、次年子産業組合が設立される。戦時中、当組合は一時改組されたものの現代まで継続した。設立当初の組合設立申請書が残っている。
昭和大恐慌により特に窮乏が激しかったのは農村だった。また、農村は1920年（大正9年）の反動恐慌による大打撃により慢性的不況に陥った状態だった。更に拍車をかけるように農村を苦しめたのが、米と繭の物価の暴落だった。1926年（昭和元年）の物価と比べると1931年（昭和6年）には米は約半値になり、春繭の価格は1/3まで暴落した。この影響は教育にまで及び、1934年（昭和9年）の次年子小学校在籍児童数は251名だったものの、1938年（昭和13年）には174名にまで減少している。在籍児童の約1割が転出し、毎年のように奉行や町工場の女工として出稼ぎに出る困窮した状態だった。

### 現代

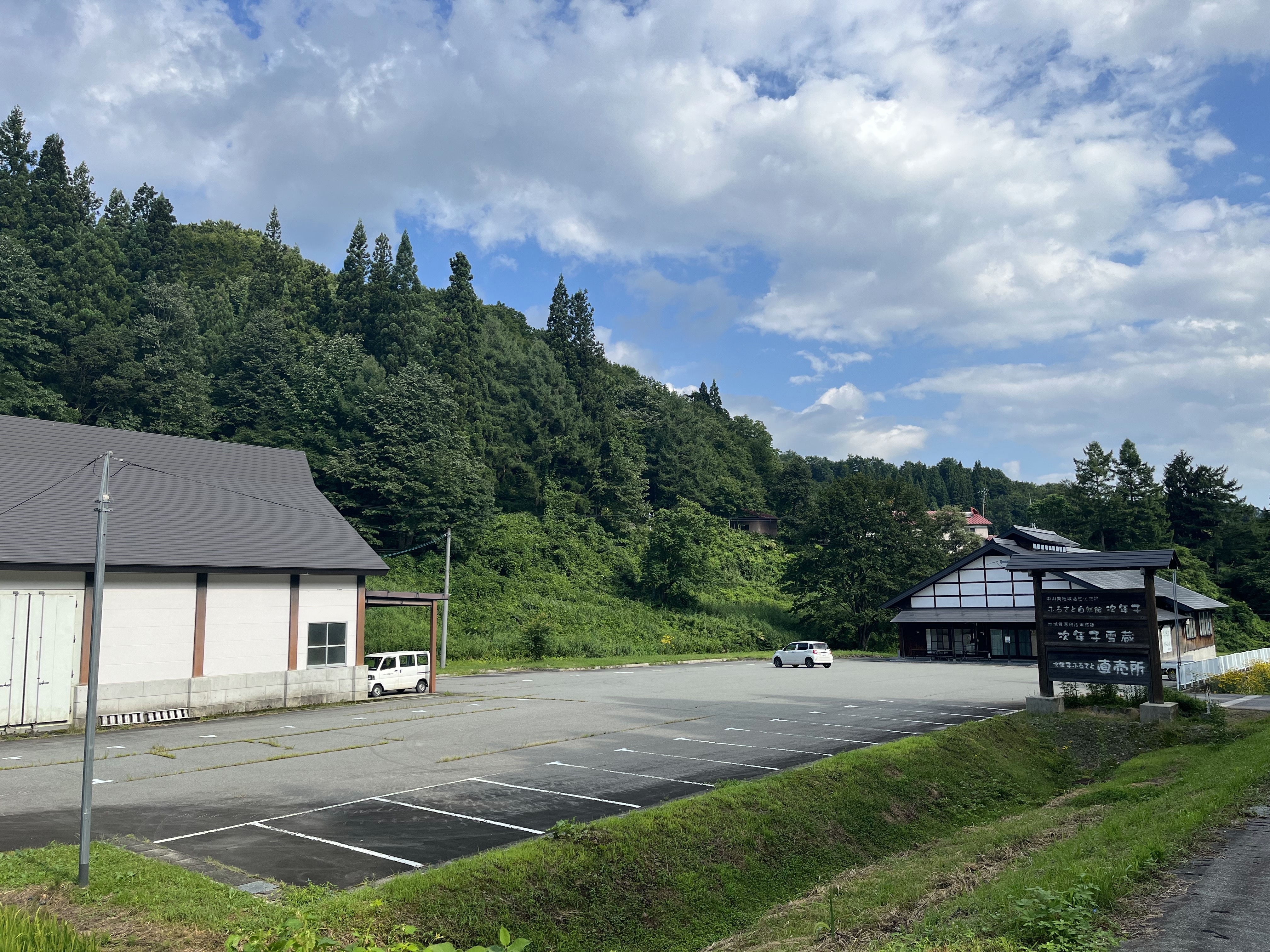
ふるさと自然館　次年子

1967年（昭和42年）8月、大畑山麓で5日間に渡り発掘調査が行われ縄文時代早期から前期の遺跡を発掘。遺跡は標高350メートルの東麓の小高原に位置。調査では6種類の土器と5形式の住居跡が確認された。遺跡近くは水源が豊富で絶えまない泉が3箇所あり、かつて沼地だったと推測される地帯もある。他にも地内の六兵衛煙草畑、新屋敷、大平の3箇所で縄文中期の遺物が採集された。
1969年（昭和44年）、次年子の円型校舎の落雪により中学校舎の渡廊下が全壊。
1947年（昭和47年）9月13日、次年子小学校を会場に小平部落900年・小平分校70年の歴史を閉じる式が催された。参列者は町長や町県関係者など100名を超えた。

## 名所

### 次年子牧場

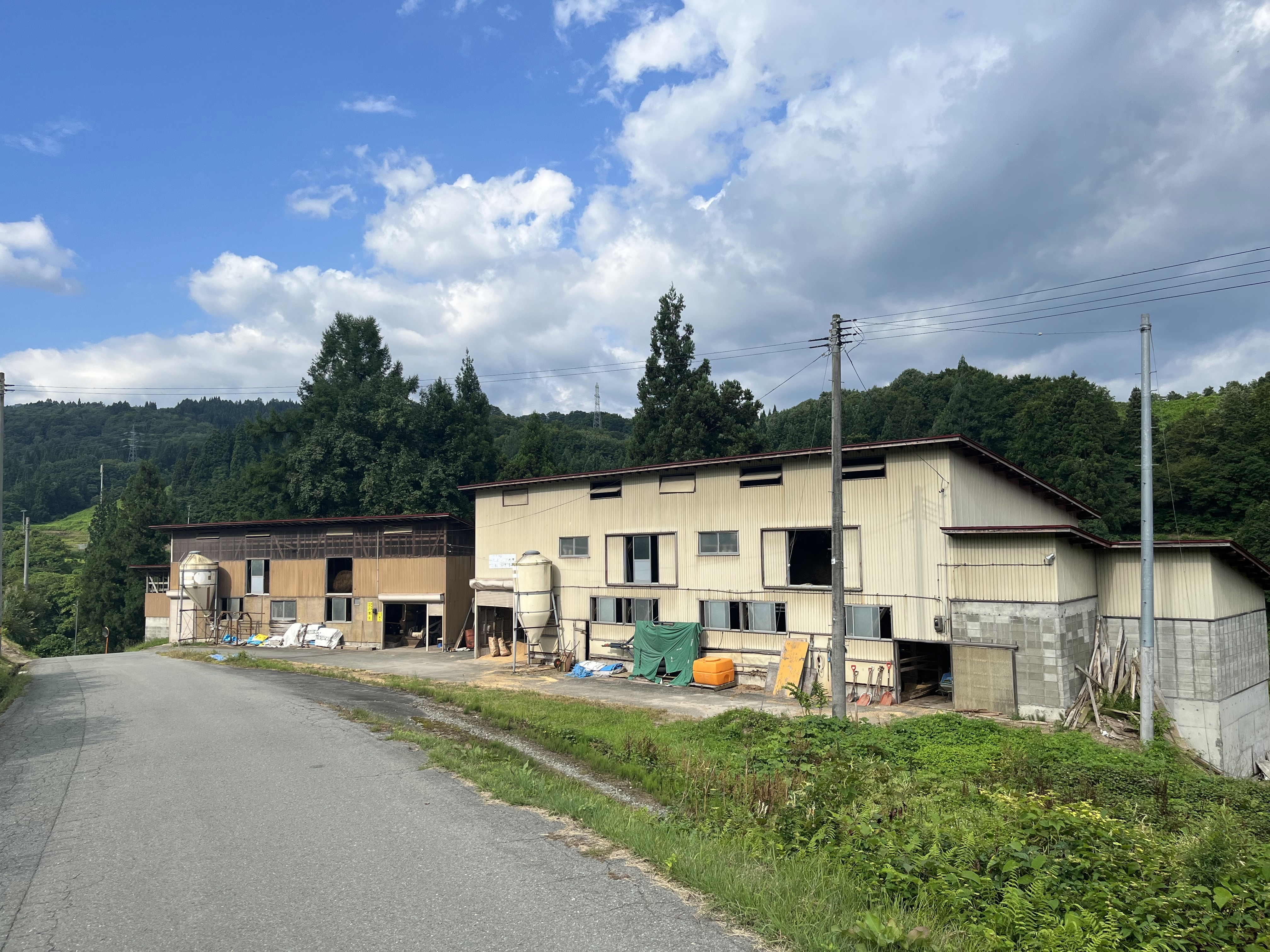
地内の牛舎

次年子牧場は、1967年（昭和42年）に開設された組合牧場。1979年（昭和54年）時点では、46頭の乳牛を放牧していた。葉山（標高1,462m）の北東に位置する。標高は350～450mで面積は42ha。そのうち牧草地が30haで残りは野草地となっている。放牧期間は5月下旬から10月中旬。

## 文化

### 堂もり
次年子地内でも小字ごとに様々な通夜があり、その中の一つに「堂もり」と呼ばれる通夜がある。年周りの当番の家は、堂もりの夜に神棚などに大貫大明神と書かれた掛け軸を掛ける慣わしで、12月29日に大里林から始まり3月12日の台小屋で終わる。（次年子　部落と学校の記録　25）同期日に行われないのは、むかし通夜の夜に博打がよく行われていて、愉しみを増やすため期日をずらしていたと言われている。また掛け軸の原本は戸楯にあり、他の小字の掛け軸は神主が書き写したものとされている。この慣わしの由来は江戸時代に遡る。1831～1845年（天保2年～弘化2年）に尾花沢代官を務めた大貫代官が天保の凶作の際に飢饉を救うため郷蔵を開いて籾を与えた。それにより一人の餓死者をださずに済んだことから、感謝の気持ちを表すため 大貫代官を神としこの慣わしが始まったとされている。

### 箕作り

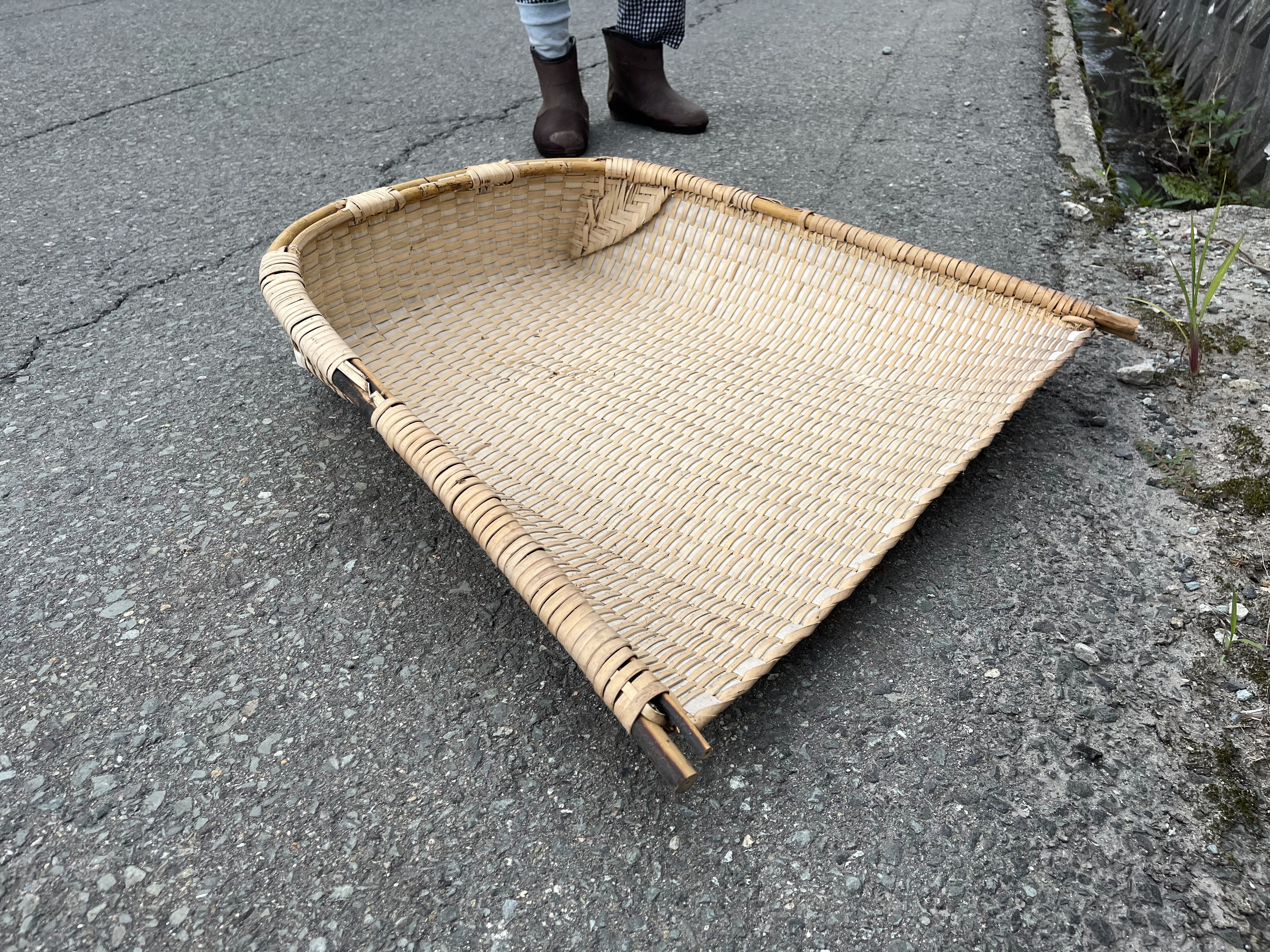
地元民所有の次年子箕

伝説節でも述べてある通り次年子では、お里という旅の女性が近世に箕作りを教えてから村で箕を作るようになったとされている。箕は穀類を入れて揺すって風に煽り塵などを除く農具。現代に入り農機具が普及すると、生産農家が激減したが、箕作りは続いている。次年子では材料は「へネギ」と呼ばれ、夏期に近くの山林から、フジのツルやうるしなどのしなやかな木を採集しておく。それを約1cm幅に細長くひご状に割り、縦に張った柳のツルを棒で締めながら繊細に横編み（いかだみ編み）をする。こうして一見ござにみえる織物が何枚も出来上がり、最後にU字型に曲げたカエデの木を周囲に取手を施して箕が完成する。こうして作られた箕は、毎年田植えが終わる頃、生産者が一緒になり、県外の民芸愛好者や蕎麦屋などに販売される。

### 次年子窯

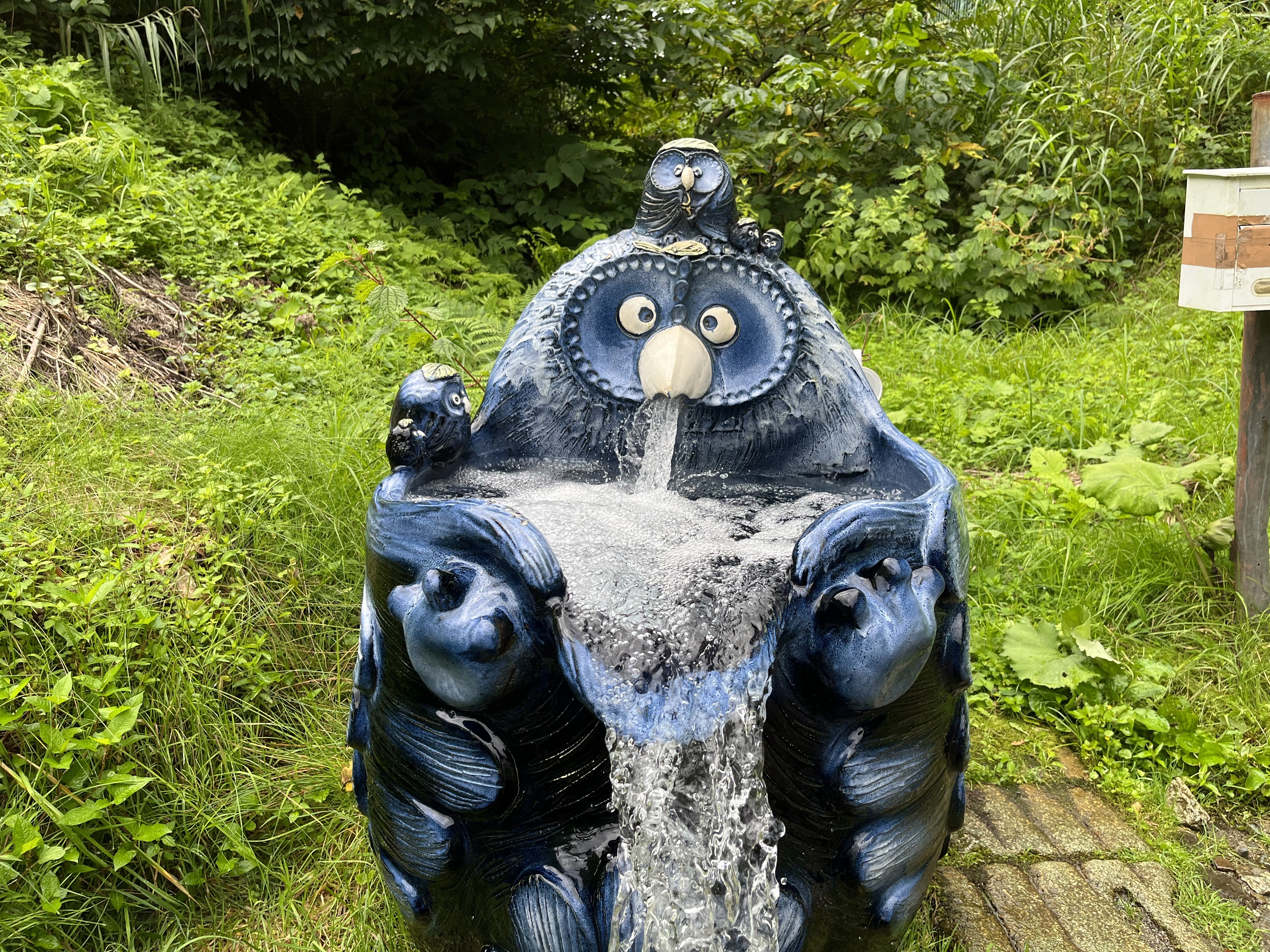
次年子釜

次年子窯は、地内の旧小学校舎で陶器の浴槽などが制作されている窯。作品として特徴的なのがアート浴槽シリーズで、アーティストのもりわじんから誘われて制作した「ねこバス」は、大石田町の温泉施設で利用されている。他にも、スチームパンクやジブリといった世界観を融合した「カエル風呂」や象の「ガネーシャ風呂」などユニークな陶器風呂が手掛けられた。次年子窯は、陶芸家の高橋廣道が2011年（平成23年）に取り壊し予定だった校舎での築窯の許可を得て始められ、校舎に住みながら創作に励まれている。東京生まれ仙台育ちの廣道は高校卒業後、北海道浦河で競走馬育成の仕事に従事。そこでたまたま焼き物に魅了され、陶芸家を目指し滋賀県の信楽へ向かい、花器などを取り扱う会社に10年ほど勤めた。その後、日本で初めて陶器浴槽を作った会社へ移った。尚、これまでの間に信楽伝統工芸士の認定を受け、2001年には「箱舟-Ark」が大阪トリエンナーレで入賞している。陶芸家を志していた頃から独立を目指していた廣道は、陶芸に適した土と水が豊富にあり、窯を構える候補の1つの廃校があった同地で次年子窯を開くに至った。

## 教育

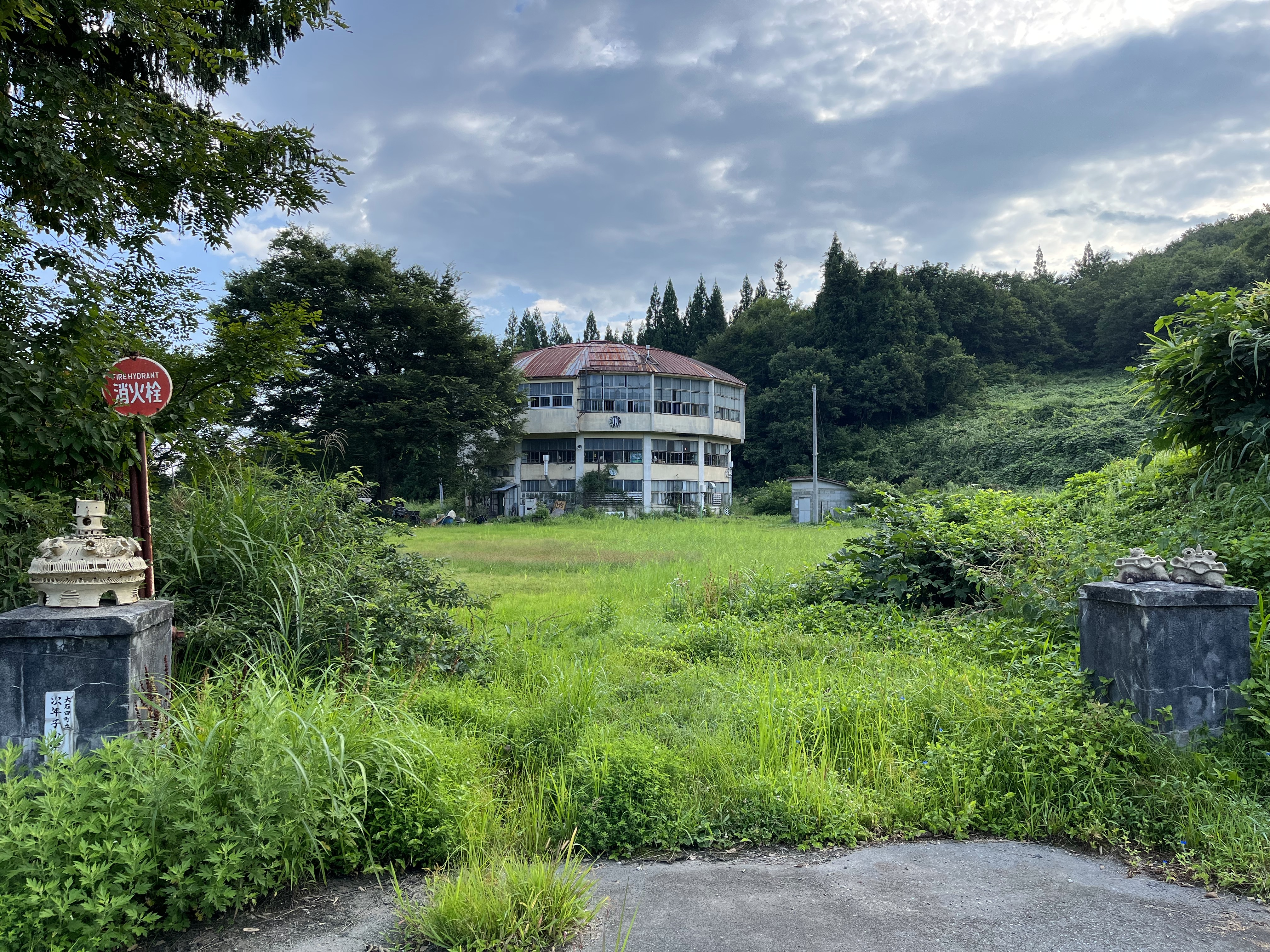

次年子地内の数件には手習手本が現存している。これは、寺子屋で師匠が書き上げたもので、内容は借用証文や手紙文などの実用的なものだった。師匠は円重寺と青松寺の住職が務めていた。他にも円重寺に農業往来、六右衛門家に黒田騒動の写本があり、江戸時代の頃から次年子には文字を読む階層がいて寺子屋教育が行われていたことがわかる。

### 次年子小学校

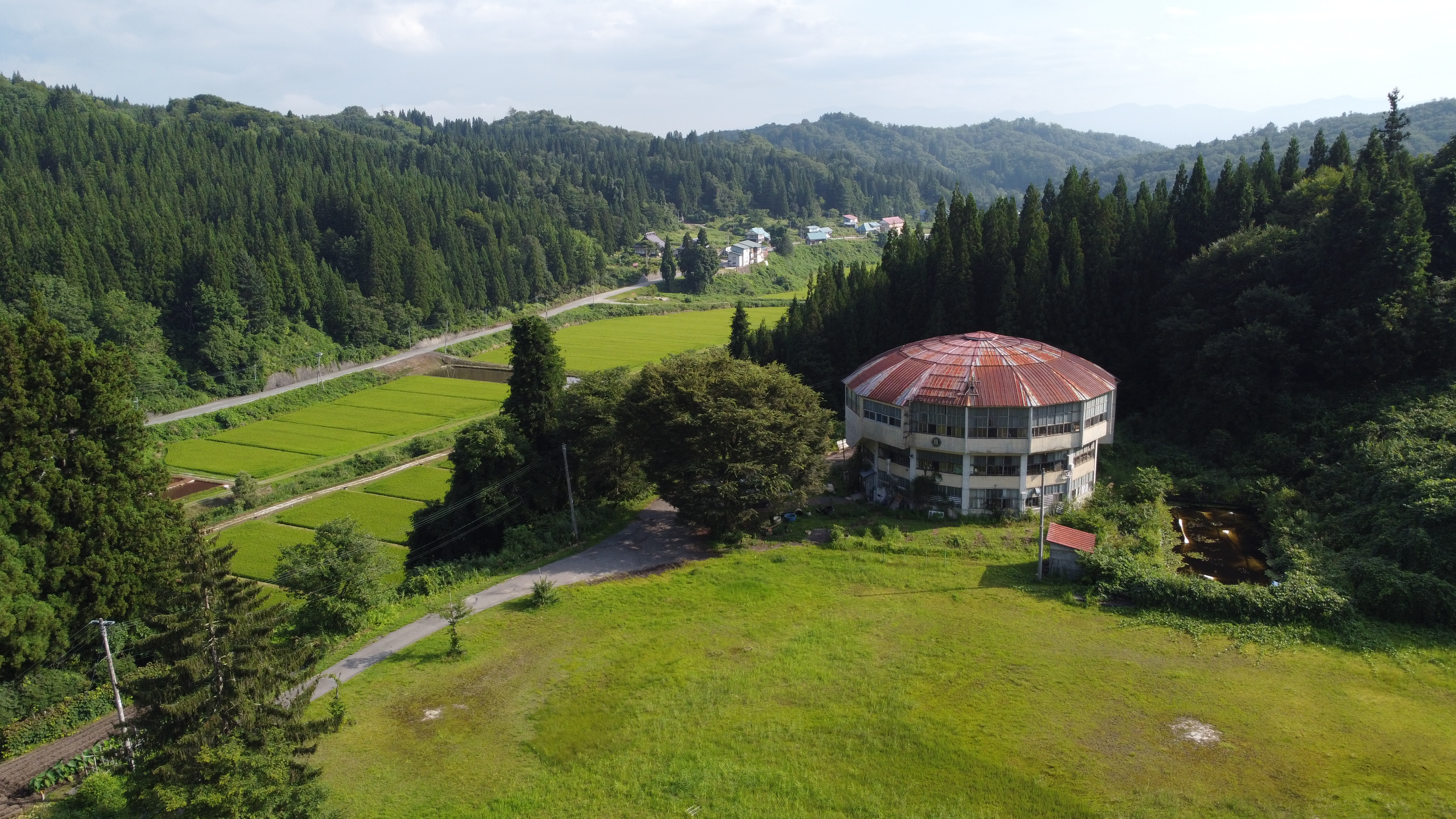

1872年（明治5年）に政府が学制を頒布すると、同年に鷹巣・駒籠・大浦・川前・海谷・次年子の6ヵ村の組合学校設立伺書が県の学校掛へ提出され、翌年には鷹巣地福寺に学校が開設された。また次年子から鷹巣まで約10kmあり通学が極めて困難であった為、その1873年（明治6年）10月に次年子分校が1025番地に設置された。1878年（明治11年）12月13日、鷹巣学校から分離独立し次年子学校が開設される。尚、1910年（明治43年）に茅葺2階建ての校舎が現在の廃校舎の場所に建てられるまでの間、十兵衛家の北側に設置されていた。1913年（大正2年）、三分作の大凶作に遭ったことで教科書も買えない児童いて、隣の児童の教科書を見せてもらいながら勉強するような状況となったと云う。同年から学校基本金という寄附台帳が作成されるようになり、児童の入学卒業時に寄付がされるようになり、この慣例は60年以上続けられた。1963年（昭和38年）には現在も残る鉄筋コンクリートの円形校舎が建築された。この形状のメリットは、面積・建築工事費用のを減らすことで約4割が節約される点で、鉄筋コンクリート造りで木造建築と同じ工費での建設が実現した。また1968年（昭和43年）には、窪地になっていたグラウンドを校舎敷地と住宅と水平にするための埋め立て拡張工事が行われた。 

#### 池田博道
次年子の教師・和尚として生涯を終えた人物。1865年（慶応元年）、新庄藩士の子として誕生。戊辰戦争で新庄藩が庄内勢により落城した際は、戦火の中、父に背負われて脱出したと云う。その後、鷹巣地福寺の住職玉岡道隆和尚の小僧となり修行に励んだ。1889年（明治22年）には鷹巣学校教員を拝命し、1892年（明治25年）3月に海谷学校、同年8月2日に次年子準訓導となった。その後、1896年（明治29年）8月、次年子村青松寺の住職となり、1924年（大正13年）旧2月2日に亡くなる（入寂）まで次年子で教師・和尚として生涯を過ごした。

## 伝説伝承

### 箕作りとお里
歴史節で述べたように次年子の箕作りの始まりは室町時代に来た姫が起源との伝承が残っている。
康生年間（1455年～1457年）の晩秋。1人のお里という名の女旅人が次年子を訪れた。お里は、秋田県由利郡笹子出身で肘折に向かう途中だった。次年子に着いた頃はすでに辺りが暗くなっていたため、名主・海藤十兵衛宅に宿を頼み泊めてもらう事になった。翌日は雪が降っていて止む気配がなかったため、これでは大畑山は超えられないとお里は村に留まることにした。しかし、次の日もその次の日も雪は降り止む事なく、とうとう積もってしまった。名主宅に滞在していれば食事に困る事はなかったが、それでは名主や次年子の人達にも迷惑になると考え、自身の村で作られている箕を教えることにした。お里がその旨を名主に伝えると、名主は「次年子は山の上の村で十分に米が取れず、日銭を稼いで米を買っているので助かる」と大変喜んだ。こうして、お里は箕作りを教えるため次年子に留まることとなった。翌年の雪が消えた頃、村人達は「さがりふち」にお里の家を建て、お里は村人達を集め箕の作り方を教え始めた。幸いにも次年子は山間に位置した為、材料となる「うるし」や「おっかのき（ウリハダカエデ）」などがすぐに手に入り、すぐさま沢山の箕が作られた。試しに近くの村に売りに行ってみたところ大変評判が良かった為、さらに多くの箕を作るようになり、次第に遠くの村にも売りに出るようになった。それを繰り返しているうちに、次年子は箕を作って売ったお金で村が成り立つようになった。
その後もお里は次年子に住み続けて箕作りを教えたといわれる。生涯独身で何歳で亡くなったかは定かでないが、命日は4月9日とされている。地内の大里神社は、お里が亡くなった際に村人達が建立し、命日の4月9日を祭日と定めた。

### とかげ丸

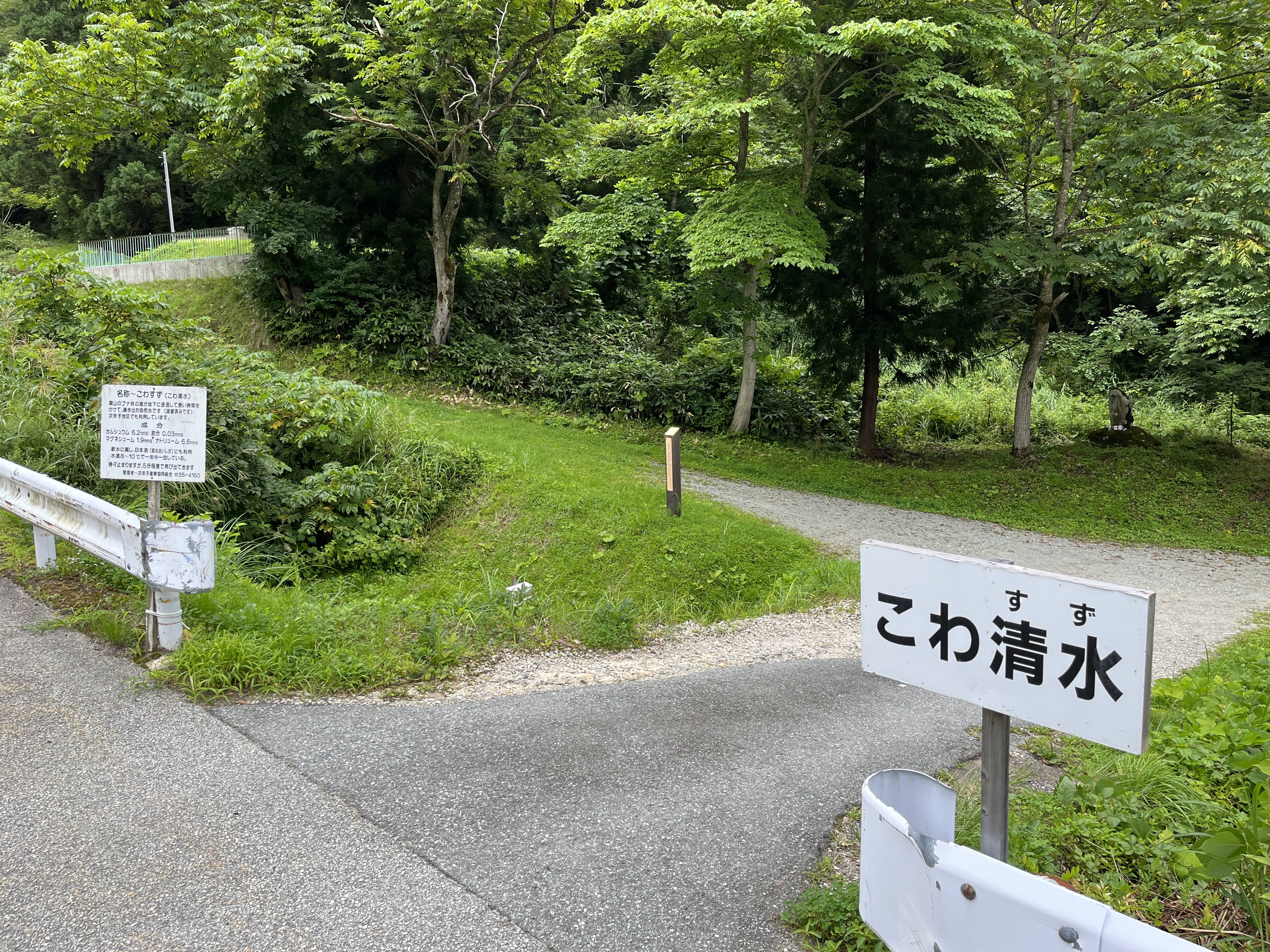

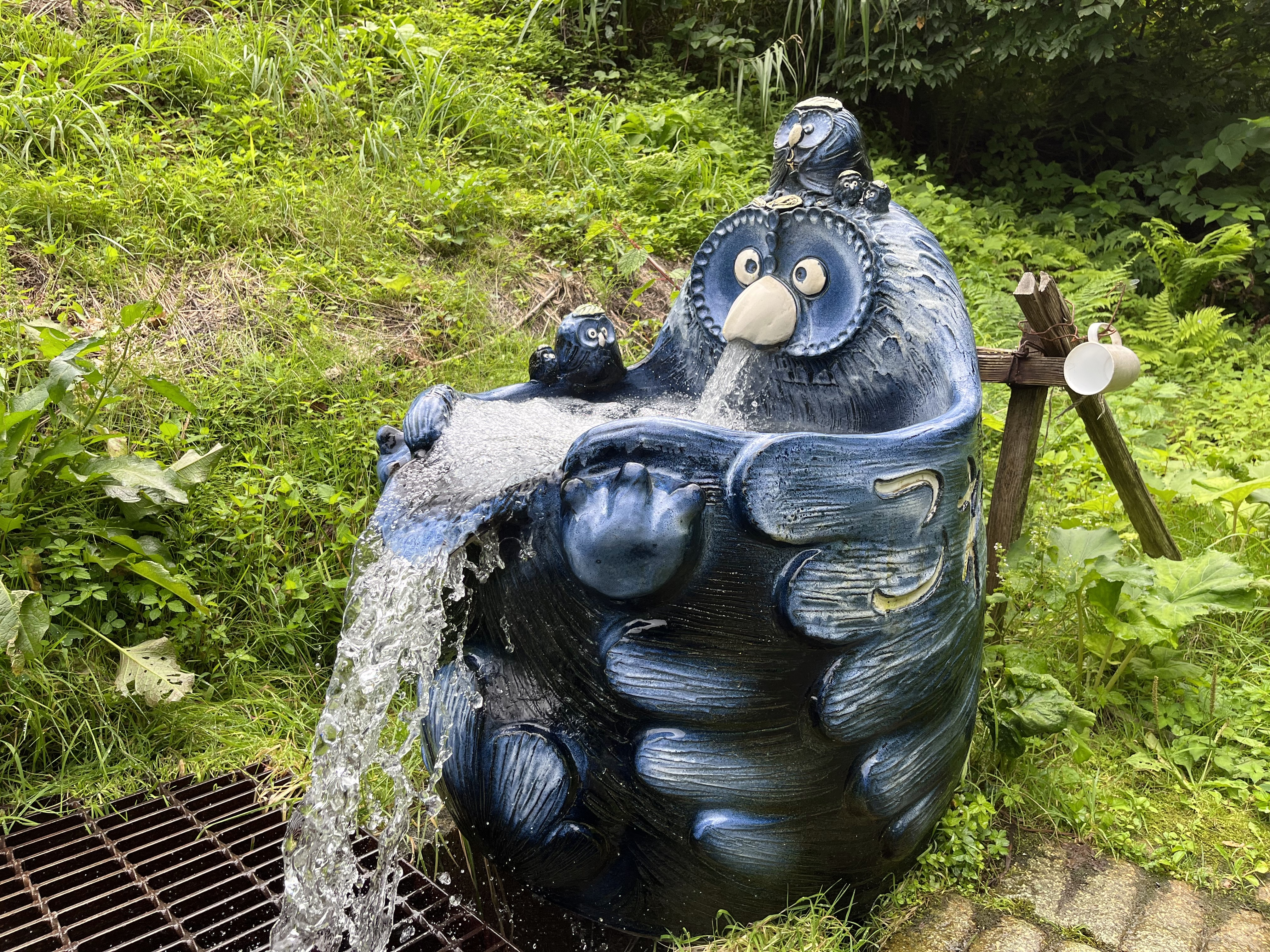
次年子釜をもちいたこわ清水

ある日、京から下った由緒正しい武士が次年子のこわ清水（すず）で休んでいた。その武士は銘刀を近くにあった大岩の上に置いて清水を飲んだ後、吹取場まで登ったところで銘刀を置き忘れたことに気づいた。急いで引き返した武士は道中で旅人と遭ったので「清水のそばの大岩の上に刀がなかったか」と尋ねた。すると旅人は「自分も清水を飲んだが、大岩の上にはとかげが1匹いるだけでした」と答えた。その話を聞き一目散で清水に向かうと銘刀は大岩の上に置いてあった。それを不思議に思った武士は、その刀に「とかげ丸」と名付けて代々伝えられたと云う。

### 小平沼の主
昔、小平地区（次年子地内）で旱魃が続いた為、田んぼに水を引くのに苦労していた。そんな中、この地の農夫が田んぼの水回りをしている際、「この田に水を引いてくれたなら、3人いる娘のうち1人どれでもくれてやる」と独り言を言った。それを小さな蛇がたまたま聞いていたという。それから4～5日経った頃、農夫が田んぼの見回りに行ったところ、田んぼに水が満杯に入っており大変喜んだ。しかし、ある晩、男に化けた蛇がその農夫の家にやってきて、「田に水を引いたら娘を1人くれてやるというの聞いたので、娘を貰いにきた」と話した。驚いた農夫は3人の娘に相談すると、1番目と2番目の娘は断ったので、3番目の娘が行くことになった。それから闇夜の晩に男に化けた蛇がやってきて、3番目の娘を連れ去った。
当時、地区で伐った松の木を小平沼に浮かしていて、天気の良い日には、その松の木の上でその娘が髪を結っていたのを見かけられたという。そのため、男に化けた蛇は小平沼の主だったとされた。娘が連れ去られて以来、小平地区では旱魃に悩まされることがなくなったと云う。